# Spomenici posvećeni hrvatskim narodnim vladarima
Spomenici posvećeni hrvatskim narodnim vladarima većinom su postavljeni na povijesno značajnim lokacijama vezanim uz život i vladavinu pojedinih vladara. Njihova umjetnička izvedba često kombinira povijesne elemente s umjetničkim izrazom.

## Popis

### Spomenici posvećeni posvećeni hrvatskim kraljevima
| Spomenici posvećeni posvećeni hrvatskim kraljevima |                                              |                                |                                                           |                                                                                           | |
| Slika                                              | naziv spomenika                              | lokacija                       | posvećen                                                  | autor/i i godina postavljanja                                                             | napomena |
|                                                    | Spomenik kralja Tomislava u Zagrebu          | Trg kralja Tomislava u Zagrebu | kralju Tomislavu i tisućugodišnjici Hrvatskog Kraljevstva | kipar Robert Frangeš Mihanović, 1947.                                                     | prikazuje kralja na konju u kraljevskoj odori s krunom i mačem |
|                                                    | Spomenik kralju Tomislavu u Tomislavgradu    | Tomislavgrad                   | kralju Tomislavu i tisućugodišnjici Hrvatskog Kraljevstva | kipar Vinko Bagarić, 1925.                                                                | prvi javni spomenik kralju Tomislavu u povijesti, tijekom rata 1990-ih spomenik je teško oštećen, obnova 1994. |
|                                                    | Spomenik kralju Tomislava u Livnu            | Livno                          | kralju Tomislavu i tisućugodišnjici Hrvatskog Kraljevstva | kipar Emerik Imbro Sunko, osmislili Ćiril Iveković i Oto Munder, 1926.                    | u formi obeliska visok 9,25 metara, reljef prikazuje kralja Tomislava koji jaše u krunidbenom ornatu |
|                                                    | Spomenik kralju Tomislavu u Biogradu na Moru | Biograd na moru                | kralju Tomislavu i tisućugodišnjici Hrvatskog Kraljevstva | 1925.                                                                                     | replika spomenika otkrivena je 15. lipnja 1991., dok je original, izrađen od istarskog kamena u tri dijela s obeliskom, hrvatskom krunom i staropleternom ornamentikom, oštećen kad su talijanski fašisti 1941. godine anektirali Biograd i nalazi se u dijelovima |
|                                                    | Spomenik kralju Tomislavu u Ogulinu          | Ogulin                         | kralju Tomislavu i tisućugodišnjici Hrvatskog Kraljevstva | kipar Vitburg Meck, 1925. - 1926.                                                         | podignut je 1926. godine u sklopu proslave 20. godišnjice Hrvatskog sokola u Ogulinu. |
|                                                    | Spomenik kralju Tomislavu u Čapljini         | Čapljina                       | kralju Tomislavu                                          | kipar Petar Barišić, 1998.                                                                | visok četiri metra i težak tri tone, odljeven je u bronci |
|                                                    | Sokolska mogila u Maksimiru                  | Park Maksimir u Zagrebu        | tisućugodišnjici Hrvatskog Kraljevstva                    | kipar Aleksandar Freudenreich, 1925. - 1926., skulptura sokola kipar Marijan Gajšak 1995. | spomen-humak |
|                                                    | Spomenik Hrvatskom Kraljevstvu u Podvinju    | Podvinje                       | tisućugodišnjici Hrvatskog Kraljevstva                    | 1925.                                                                                     | |
|                                                    | Spomenik Petru Krešimiru IV. u Šibeniku      | Šibenik                        | kralju Petru Krešimiru IV.                                | kiparica Marija Ujević-Galetović, 2000.                                                   | Postavljanje potaknuo 1945. godine Vladimir Nazor. Tek je 1989. godine završen natječaj za odabir spomenika. |
|                                                    | Spomenik Petru Snačiću na Miljevcima         | Miljevci                       | kralju Petru Snačiću                                      | kipar Kažimir Hraste, 2002.                                                               | povodom proslave 900. obljetnice pogibije Petra Snačića |
|                                                    | Spomenik Dmitru Zvonimiru u Kninu            | Knin                           | kralju Dmitru Zvonimiru                                   | kipar Aleksandar Guberina, 2002.                                                          | — |
|                                                    | Spomenik kralju Tomislavu u Biogradu na Moru | Biograd na moru                | kralju Tomislavu i 1100. obljetnici Hrvatskog Kraljevstva | 2025.                                                                                     | otkriven je povodom obilježavanja 1100 godina Hrvatskog Kraljevstva 8. svibnja 2025. kao dio četverodnevne manifestacije. |

### Spomenici posvećeni hrvatskim kneževima
| Spomenici posvećeni hrvatskim kneževima |                                 |                   |                 |                               | |
| Slika                                   | naziv spomenika                 | lokacija          | posvećen        | autor/i i godina postavljanja | napomena |
|                                         | Spomenik knezu Branimiru u Ninu | Nin               | knezu Branimiru | kipar Josip Poljan, 1997.     | u spomen na prvo priznanje hrvatske države, na ninskoj obali, visok četiri metra, u sklopu projekta »Nin, najstariji hrvatski kraljevski grad« |
|                                         | Spomenik knezu Borni u Otočcu   | Otočac            | knezu Borni     | kipar Mate Čvrljak, 2016.     | dio Gačanskog parka hrvatske memorije |
|                                         | Domagojevi strijelci            | Vid kod Metkovića | knezu Domagoju  | kipar Stjepan Skoko, 1997.    | u spomen na slavnu pomorsku prošlost Neretvanā                                                                                                 |